# Holgate
Holgate és una població dels Estats Units a l'estat d'Ohio. Segons el cens del 2000 tenia 1.194 habitants.

## Demografia
Segons el cens del 2000, Holgate tenia 1.194 habitants, 441 habitatges, i 310 famílies. La densitat de població era de 470,4 habitants per km².
Dels 441 habitatges en un 40,8% hi vivien nens de menys de 18 anys, en un 52,4% hi vivien parelles casades, en un 12,5% dones solteres, i en un 29,5% no eren unitats familiars. En el 25,9% dels habitatges hi vivien persones soles l'11,6% de les quals corresponia a persones de 65 anys o més que vivien soles. El nombre mitjà de persones vivint en cada habitatge era de 2,62 i el nombre mitjà de persones que vivien en cada família era de 3,17.
Per edats la població es repartia de la següent manera: un 29,6% tenia menys de 18 anys, un 8% entre 18 i 24, un 28,5% entre 25 i 44, un 18,3% de 45 a 60 i un 15,6% 65 anys o més.
L'edat mediana era de 35 anys. Per cada 100 dones de 18 o més anys hi havia 86,3 homes.
La renda mediana per habitatge era de 35.729 $ i la renda mediana per família de 45.208 $. Els homes tenien una renda mediana de 35.278 $ mentre que les dones 21.618 $. La renda per capita de la població era de 16.187 $. Aproximadament el 7,7% de les famílies i el 10,5% de la població estaven per davall del llindar de pobresa.

## Poblacions més properes
El següent diagrama mostra les poblacions més properes.